# Dizzy (série de jeux vidéo)
Dizzy est une série de jeux vidéo basés sur les aventures d'un personnage en forme d'œuf appelé Dizzy.
La série de jeux vidéo fut l'une des plus populaires de la fin des années 1980. Depuis, plusieurs autres Dizzy ont été créés par des fans. Un jeu parodiant la série intitulé Wibble World Giddy fut également programmé.
De nos jours cette série n'a plus de jeux sortis, et elle est quasi-inconnue.

## Jeux officiels
1987
- Dizzy: The Ultimate Cartoon Adventure (Dizzy)
- Treasure Island Dizzy (Dizzy 2)
- Fast Food (Action)

1989
- Fantasy World Dizzy (Dizzy 3)

1990
- Magicland Dizzy (Dizzy 4)
- Kwik Snax (Action)
- Dizzy Panic! (Action)
- Bubble Dizzy (Action)

1991
- Dizzy Collection (compilation)
- Dizzy Down the Rapids (Action)
- Spellbound Dizzy (Dizzy 5)
- Dizzy: Prince of the Yolkfolk (Dizzy 6)
- Dizzy's Excellent Adventures (compilation)
- Fantastic Dizzy (Dizzy 7)

1992
- Crystal Kingdom Dizzy (Dizzy 8)

1993
- The Excellent Dizzy Collection
  - Go! Dizzy Go! (Action)
  - Dizzy the Adventurer
  - Panic Dizzy

2011
- Dizzy Prince of the Yolkfolk(remake)

### Jeux annulés
- Dizzy Pinball
- Wonderland Dizzy